# Alakbar Taghiyev
Alakbar Taghiyev (en azéri : Ələkbər Xəlil oğlu Tağıyev), né en 1924 à Gandja, est un compositeur soviétique azerbaïdjanais, auteur de chansons azerbaïdjanaises populaires.

## Biographie
Alakbar Taghiyev est né en 1924 à Gandja dans une grande famille à faible revenu. Déjà à 14 ans, le besoin le contraint à trouver un emploi au secrétariat des audiences du tribunal. Plus tard, il étudie le droit par correspondance et commence à travailler comme enquêteur à Goychay. Au total, il travaille au parquet pendant plus de 30 ans, après avoir accédé au poste de chef du département des enquêtes du parquet de la ville de Bakou. 
Le manque d'éducation musicale spéciale ne l'empêche pas de composer sa première chanson Gonshu gizi (Voisine) en 1958, qui est interprétée par Zeynab Khanlarova.